# 圣若望及圣白托略堂

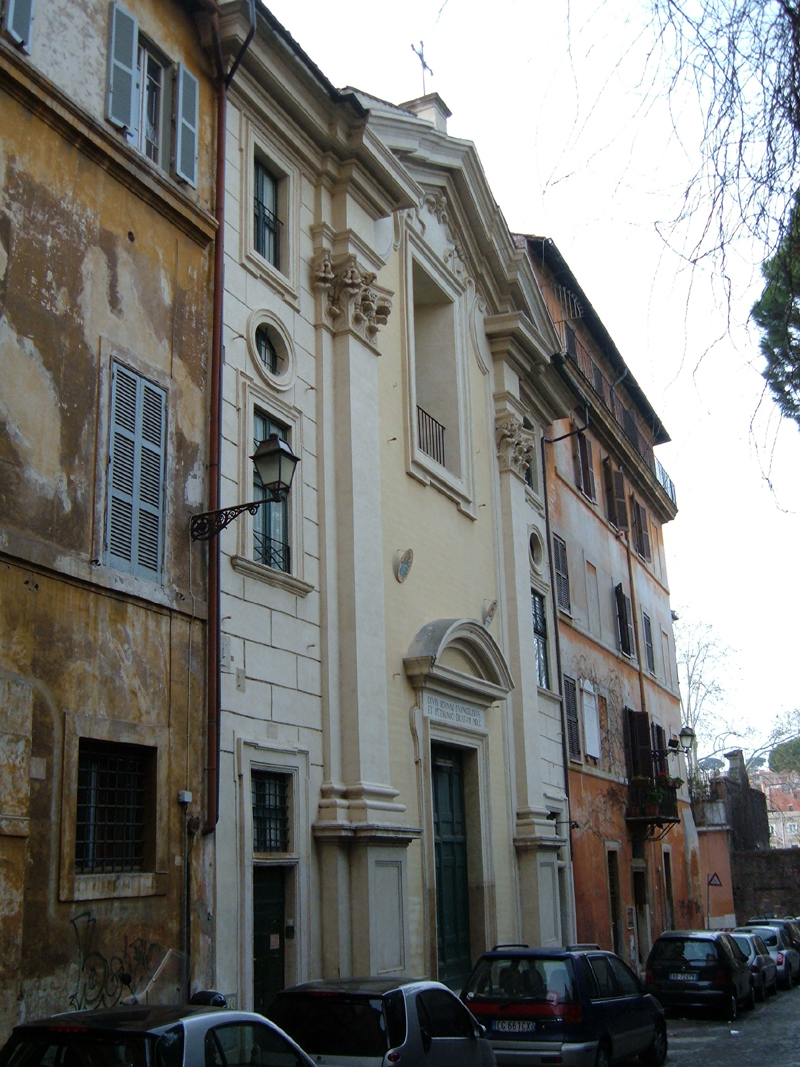

圣若望及圣彼多尼堂（chiesa dei Santi Giovanni Evangelista e Petronio）是一座罗马天主教教堂，位于意大利罗马市中心雷戈拉区的Via del Mascherone，法尔内塞宫后花园的对面。
该堂的历史可追溯到1186年。1581年，额我略十三世委托博洛尼亚建筑师Ottaviano Nonni重建已年久失修的教堂，作为博洛尼亚人在罗马的地区教堂，并改为供奉博洛尼亚的主保圣人圣若望及圣彼多尼。1985年，该堂被封为领衔堂区。
当时装饰教堂的大部分艺术家都是博洛尼亚人，但许多绘画已不在原处。